# 5.ª edición de los Premios Óscar
La 5.ª edición de los Premios Óscar se celebró el 18 de noviembre de 1932 en el The Ambassador Hotel de Los Ángeles, California y fue conducida por Conrad Nagel. Las películas seleccionables para esta edición debían haberse estrenado en Los Ángeles entre el 1 de agosto de 1931 y el 31 de julio de 1932.
Walt Disney creó un cortometraje animado especialmente para el banquete, llamado Parade of the Award Nominees.
Grand Hotel se convirtió en la única película ganadora del premio a la mejor película sin haber obtenido ninguna otra nominación. También fue la última película en ganar ese premio sin conseguir la nominación a mejor director (hasta  Paseando a Miss Daisy en 1989), y la tercera (de siete películas) en ganar el premio sin obtener la nominación por guion.
Esta fue la primera edición en la que dos películas no nominadas a mejor película obtuvieron más premios que la película ganadora (El hombre y el monstruo y The Guardsman). Este hecho se ha repetido dos veces más, en la 25.ª y en la 79.ª edición.
Este año se introdujeron las categorías de cortometraje, siendo Árboles y flores el primer cortometraje ganador animado y en color.
Esta fue la primera y única edición en la que ha habido un empate en la categoría de mejor actor, y la última ceremonia en la que ninguna película obtuvo más de dos premios.[cita requerida]

## Ganadores y nominados

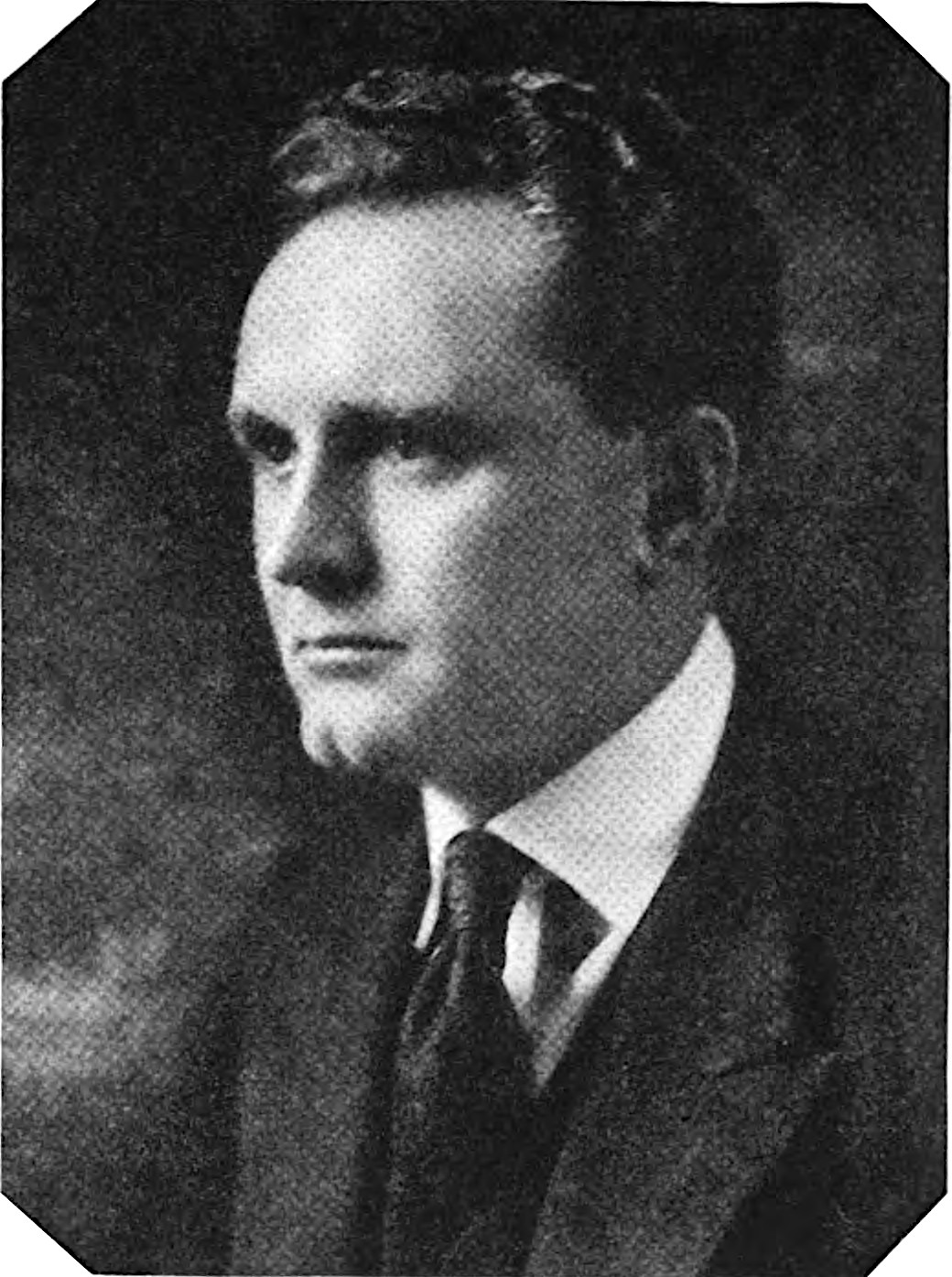
Frank Borzage ganó el Óscar al mejor director por Bad Girl.

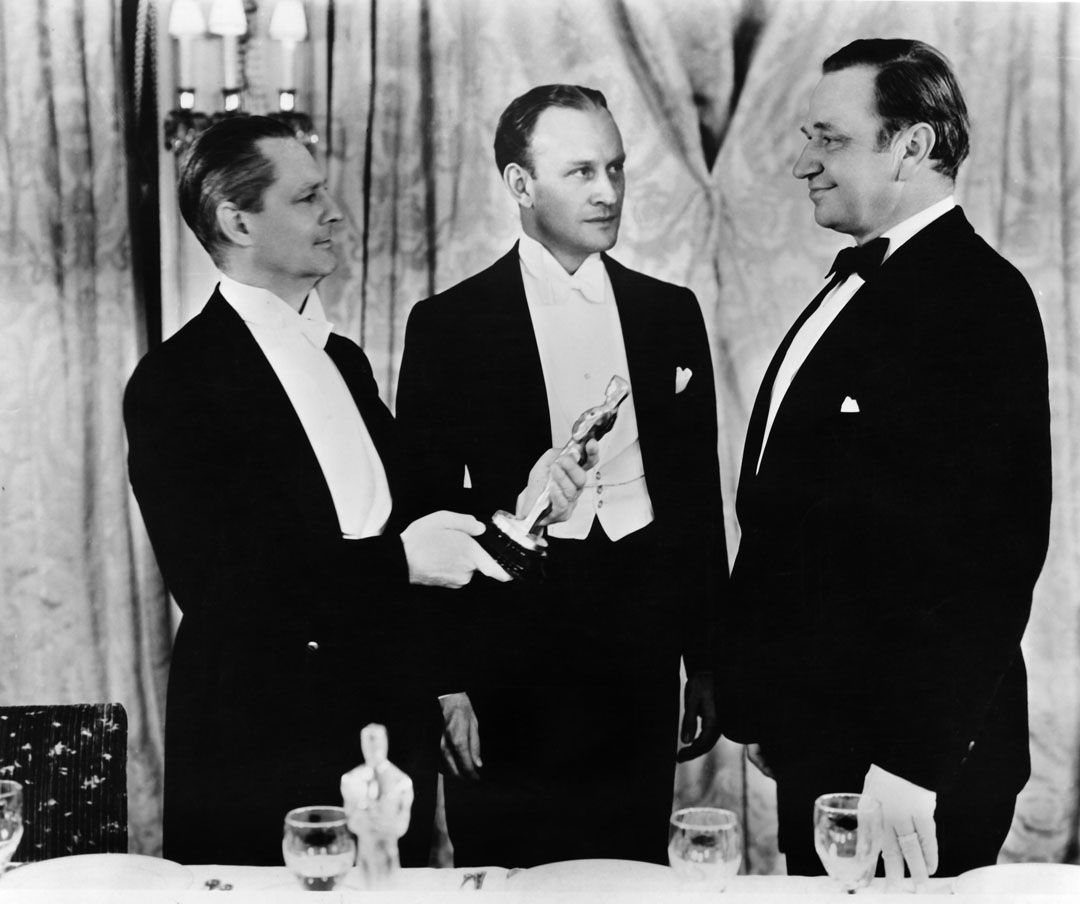
Wallace Beery (izquierda) (junto a Lionel Barrymore) fue uno de los ganadores del Óscar al mejor actor por The Champ.

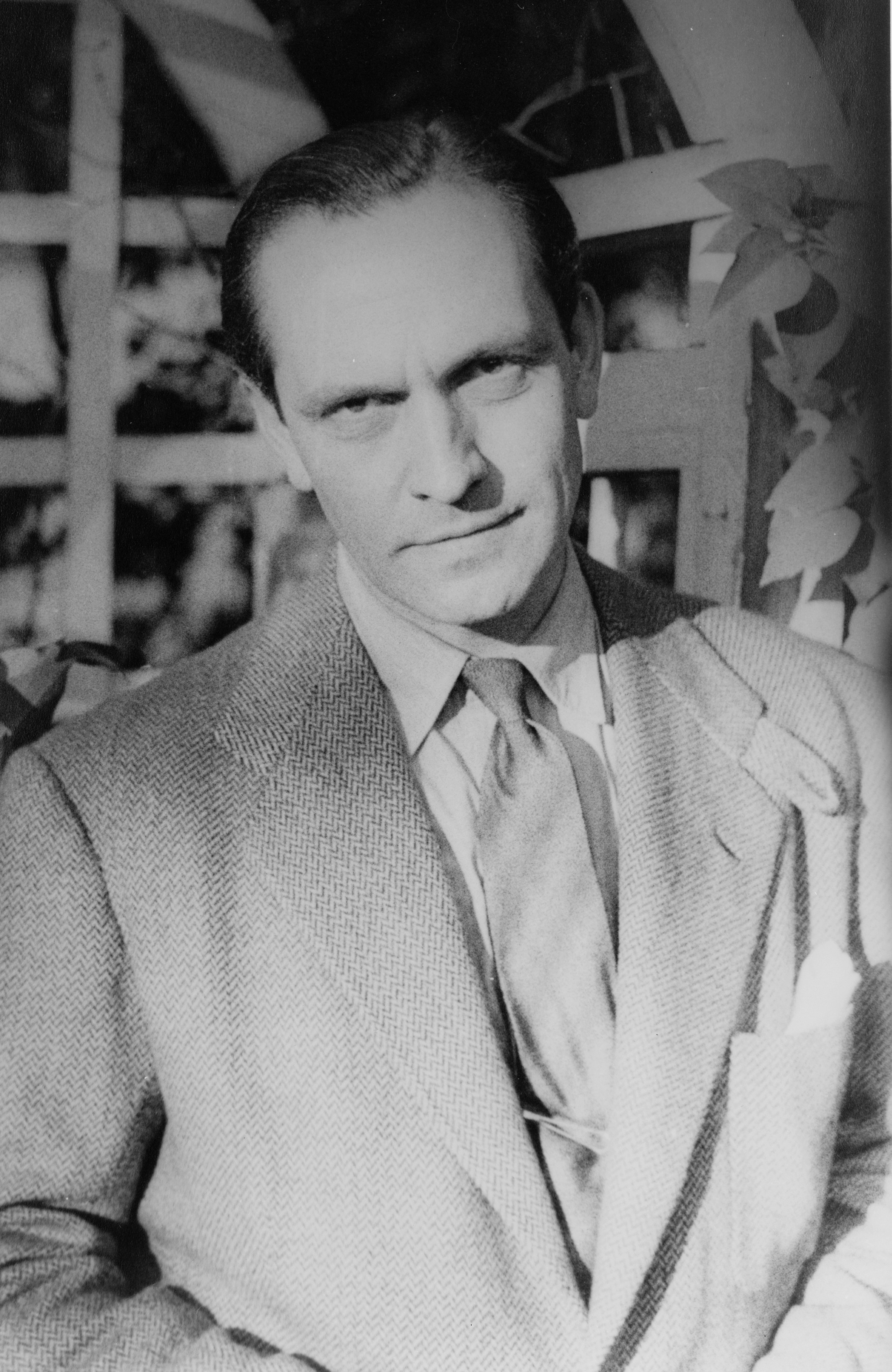
Fredric March fue uno de los ganadores del Óscar al mejor actor por El hombre y el monstruo.

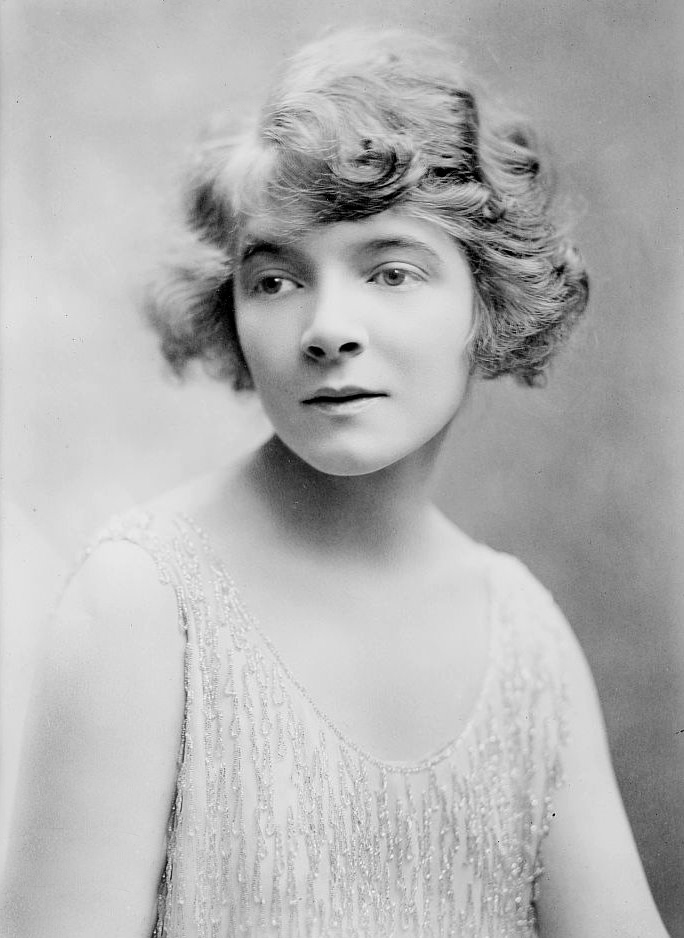
Helen Hayes fue la ganadora del Óscar a la mejor actriz por The Sin of Madelon Claudet.

1. Los ganadores están listados primero y destacados en negritas. ⭐
2. El título o títulos en español se encuentra entre paréntesis.

| Producción sobresaliente - Grand Hotel (Gran Hotel) — Metro-Goldwyn-Mayer⭐ - Arrowsmith (Médico y amante / El doctor Arrowsmith) — Samuel Goldwyn Productions - Bad Girl (Una chica mala) — Fox Film Co. - The Champ (El campeón) — Metro-Goldwyn-Mayer - Five Star Final (Sed de escándalo) — First National - One Hour with You (Una hora contigo) — Paramount Publix - Shanghai Express (El expreso de Shaghai) — Paramount Publix - The Smiling Lieutenant (El teniente seductor) — Paramount Publix | Mejor dirección - Frank Borzage - Bad Girl (Una chica mala)⭐ - King Vidor – The Champ (El campeón) - Josef Von Sternberg – Shanghai Express (El expreso de Shanghai) |
| Mejor actor - Fredric March – Dr. Jekyll and Mr. Hyde (El hombre y el monstruo) como Dr. Henry Jekyll/Mr. Edward Hyde⭐ - Wallace Beery – The Champ (El campeón) como Champ⭐ - Alfred Lunt – The Guardsman (Solo ella lo sabe) como El Actor | Mejor actriz - Helen Hayes – The Sin of Madelon Claudet (El pecado de Madelon Claudet) como Madelon Claudet ⭐ - Marie Dressler – Emma como Emma Thatcher Smith - Lynn Fontanne – The Guardsman (Solo ella lo sabe) como La Actriz |
| Mejor argumento - The Champ (El campeón) – Frances Marion⭐ - Lady and Gent (El retador) – Grover Jones y William Slavens McNutt - The Star Witness (El testigo) – Lucien Hubbard - What Price Hollywood? (Hollywood al desnudo) – Adela Rogers St. Johns y Jane Murfin | Mejor adaptación - Bad Girl (Una chica mala) – Edwin J. Burke; a partir de la novela de Viña Delmar⭐ - Arrowsmith (Médico y amante / El doctor Arrowsmith) – Sidney Howard; basado en la novela de Sinclair Lewis - Dr. Jekyll and Mr. Hyde (El hombre y el monstruo) – Percy Heath y Samuel Hoffenstein; a partir de la novela de Robert Louis Stevenson |
| Mejor cortometraje - Comedia - The Music Box – Hal Roach⭐ - The Loud Mouth – Mack Sennett - Scratch-As-Catch-Can – RKO Radio | Mejor cortometraje - Innovación - Wrestling Swordfish – Mack Sennett⭐ - Screen Souvenirs – Paramount Publix - Swing High – Metro-Goldwyn-Mayer |
| Mejor cortometraje animado - Flowers and Trees (Árboles y flores) – Walt Disney, Walt Disney Productions y United Artists⭐ - It's Got Me Again! – Leon Schlesinger, Leon Schlesinger Productions y Warner Bros. - Mickey's Orphans – Walt Disney, Walt Disney Productions y Columbia Pictures | Mejor sonido - Departamento de sonido de Paramount Publix⭐ - Departamento de sonido de MGM - Departamento de sonido de RKO Radio - Walt Disney Productions - Departamento de sonido de Warner Bros. |
| Mejor dirección de arte - Transatlantic (Camarote de lujo) – Gordon Wiles⭐ - À nous la liberté (Viva la libertad) – Lazare Meerson - Arrowsmith (Médico y amante / El doctor Arrowsmith) – Richard Day | Mejor fotografía - Shanghai Express (El expreso de Shanghai) – Lee Garmes⭐ - Arrowsmith (Médico y amante / El doctor Arrowsmith) – Ray June - Dr. Jekyll and Mr. Hyde (El hombre y el monstruo) – Karl Struss |

### Oscar Honorífico
- Walt Disney, por la creación de Mickey Mouse[1]

## Premios y nominaciones múltiples
| Película                   | Nominaciones | Premios |
| -------------------------- | ------------ | ------- |
| The Champ                  | 4            | 2       |
| Bad Girl                   | 3            | 2       |
| Dr. Jekyll and Mr. Hyde    | 3            | 1       |
| Shanghai Express           | 3            | 1       |
| Transatlantic              | 1            | 1       |
| Grand Hotel                | 1            | 1       |
| The Sin of Madelon Claudet | 1            | 1       |
| Arrowsmith                 | 4            | 0       |
| The Guardsman              | 2            | 0       |